# Ptaki Podkarpacia
Ptaki Podkarpacia – regionalne czasopismo naukowe wydawane przez Podkarpackie Towarzystwo Ornitologiczne.

## Historia
Pierwszy zeszyt ukazał się w 1993 r. z inicjatywy Józefa Hordowskiego pod tytułem Badania nad Ornitofauną Ziemi Przemyskiej, a wydany został przez Arboretum i Zakład Fizjografii w Bolestraszycach. Kolejne numery były redagowane wspólnie z Przemysławem Kunyszem, a wydawcą był Zespół Parków Krajobrazowych w Przemyślu (do 2007 roku). W 2001 r. czasopismo otrzymało nowy tytuł „Ptaki Podkarpacia”, który funkcjonuje do dziś. Od 2018 wydawcą jest Podkarpackie Towarzystwo Ornitologiczne. Łącznie do 2025 roku ukazało się 17 numerów.
W czasopiśmie publikowane są prace badawcze z różnych dziedzin ornitologii, dotyczące biologii, ekologii, rozmieszczenia oraz liczebności ptaków występujących na terenie województwa podkarpackiego. Treści publikowane są w języku polskim z angielskimi abstraktami, wszystkie nadsyłane prace podlegają recenzji naukowej.